# Santos Urdinarán
Santos Urdinarán Barrena (ur. 30 marca 1900 w Montevideo, zm. 14 lipca 1979 tamże) – urugwajski piłkarz, prawoskrzydłowy. Mistrz świata z roku 1930. Obdarzany przydomkiem El Vasquito.
Był zawodnikiem Nacionalu Montevideo, gdzie w latach 1919–1933 rozegrał 318 meczów i strzelił 124 gole. W 1919, 1920, 1922, 1923, 1924 był mistrzem Urugwaju. W latach 1923–1932 wystąpił w 22 spotkaniach reprezentacji (2 bramki). Dwukrotnie zdobywał złoty medal igrzysk olimpijskich (1924, 1928), trzykrotnie wygrywał turniej Copa América. Podczas premierowych MŚ zagrał tylko w jednym meczu, jednak wraz z kolegami mógł się cieszyć ze złotego medalu. Jego brat Antonio także był reprezentacyjnym piłkarzem.